# Wijngaardslak
De wijngaardslak (Helix pomatia) is een op het land levende slak die behoort tot de familie van de tuinslakken (Helicidae).
De wijngaardslak is een relatief grote soort die een grijsbruine lichaamskleur heeft, het huisje is lichtbruin van kleur met lichtere strepen. Het lichaam van een kruipende slak kan een lengte bereiken tot 12 centimeter en het huisje is 3,5 tot 5 cm groot. De biologie en levenswijze van de wijngaardslak is in vergelijking met andere slakken goed bestudeerd en over de soort is veel bekend. Al in 1912 werd door Johannes Meisenheimer een omvangrijke beschrijving van de wijngaardslak gepubliceerd die de anatomie en werking van de verschillende organen en weefsels tot in detail beschrijft.
De wijngaardslak komt oorspronkelijk voor in zuidelijk en centraal Europa maar is door menselijk handelen over verschillende werelddelen verspreid. De soort komt ook in België en Nederland voor en is in beide landen de grootste landslak maar is hier erg zeldzaam. Verder naar het zuiden en oosten in Europa is de soort algemener. De wijngaardslak is een bewoner van warme streken en komt voor in kalkrijke gebieden die voorzien zijn van vegetatie maar niet te dicht begroeid zijn.
De slak is herbivoor en leeft van verschillende soorten planten, waarvan uiteenlopende plantendelen worden gegeten. De slak zelf wordt gegeten door verschillende natuurlijke vijanden en heeft daarnaast te vrezen van de mens. De wijngaardslak is een van de eetbare soorten slakken en is als escargot een delicatesse in met name de Franse keuken.

## Naamgeving en taxonomie
De wijngaardslak dankt zijn Nederlandse naam aan de voorkeur voor laaggelegen, kalkrijke gronden, waarbij vormen van gecultiveerde landschappen zoals wijngaarden geschikt zijn als biotoop.
De wijngaardslak werd voor het eerst wetenschappelijk beschreven in 1758 door Carl Linnaeus in Systema naturae als Helix pomatia. Deze naam betekent letterlijk 'gedraaide appel'; de wetenschappelijke geslachtsnaam Helix betekent 'gedraaid' en de soortaanduiding pomatia is afgeleid van het Latijnse 'pomum', dat appel of fruit betekent. De wetenschappelijke naam van de wijngaardslak is in tegenstelling tot andere Helix- soorten sinds de eerste beschrijving door Linnaeus nooit gewijzigd en er zijn geen synoniemen bekend. De wijngaardslak wordt ook niet verdeeld in verschillende ondersoorten of variaties.
De wijngaardslak behoort tot de stam van de weekdieren ofwel mollusca en behoort tot de klasse slakken ofwel Gastropoda. Het is een van de bekendste vertegenwoordigers van de familie van de tuinslakken ofwel Helicidae en behoort tot het geslacht Helix. De wijngaardslak staat vaak model voor de landslak.

## Verspreiding
De wijngaardslak komt oorspronkelijk voor in het midden en zuidoostelijke deel van Europa. Omdat de slak bekendstaat als een delicatesse is de wijngaardslak op veel plaatsen in Europa en Azië ingevoerd. Ook in de Amerikaanse staat Michigan komt de soort tegenwoordig voor. Omdat de soort wordt geraapt voor consumptie is de slak in een aantal gebieden achteruitgegaan. In een aantal landen staat de wijngaardslak hierdoor op de lijst van beschermde dieren, dit is onder andere in Nederland, België en Frankrijk het geval. De slak komt tegenwoordig onder andere voor in Groot-Brittannië, waar de soort door de Romeinen is geïntroduceerd. De Engelse naam "Roman snail" (Romeinse slak) is hiervan afgeleid. Net als in andere landen waar de slak door de mens is meegebracht zijn er geen fossiele resten bekend. Doordat de slak een huisje van kalk heeft dat gemakkelijk fossiliseert is de verspreiding van de soort in het verre verleden goed bekend.
Hoewel in veel landen sporadisch, komt de wijngaardslak voor in vrijwel heel Europa (zie kaartje). In de Benelux is de soort bijvoorbeeld vrij zeldzaam. In Nederland komt de slak voor in Zuid-Limburg rond de zeer kalkrijke gronden van de mergelgrotten, in bosgebieden bij oude landgoederen in de Hollandse duinstreek – onder andere in het Kostverlorenpark te Zandvoort en op landgoed Elswout te Overveen– en verder in bosschages rond oude kloosters en landgoederen in Friesland en Groningen.
In België komt de soort onder andere voor in de gemengde bossen van de Ardennen.

### Fossiel voorkomen
Hoewel algemeen wordt aangenomen dat de wijngaardslak buiten het natuurlijke verspreidingsgebied vooral door de Romeinen verspreid is, zijn enkele pre-Romeinse vondsten in Nederland gedaan die dateren uit het Neolithicum, zoals in de Henckeput en in opvullingen van de prehistorische vuursteenmijnen bij Rijckholt. De wijngaardslak is als ouder fossiel uit de Nederlandse ondergrond onbekend en is in Nederland zeker als antropogeen te beschouwen (exoot).

## Uiterlijke kenmerken en anatomie
De wijngaardslak is op het eerste gezicht te herkennen aan de grootte en de kleuren. De slak heeft een brede voet, dit is de gespierde onderzijde van het dier die voor de voortbeweging zorgt. De voorzijde is typisch slak-achtig, aan de bovenzijde zijn twee lange tentakels aanwezig die de ogen bevatten.

### Schelpkenmerken

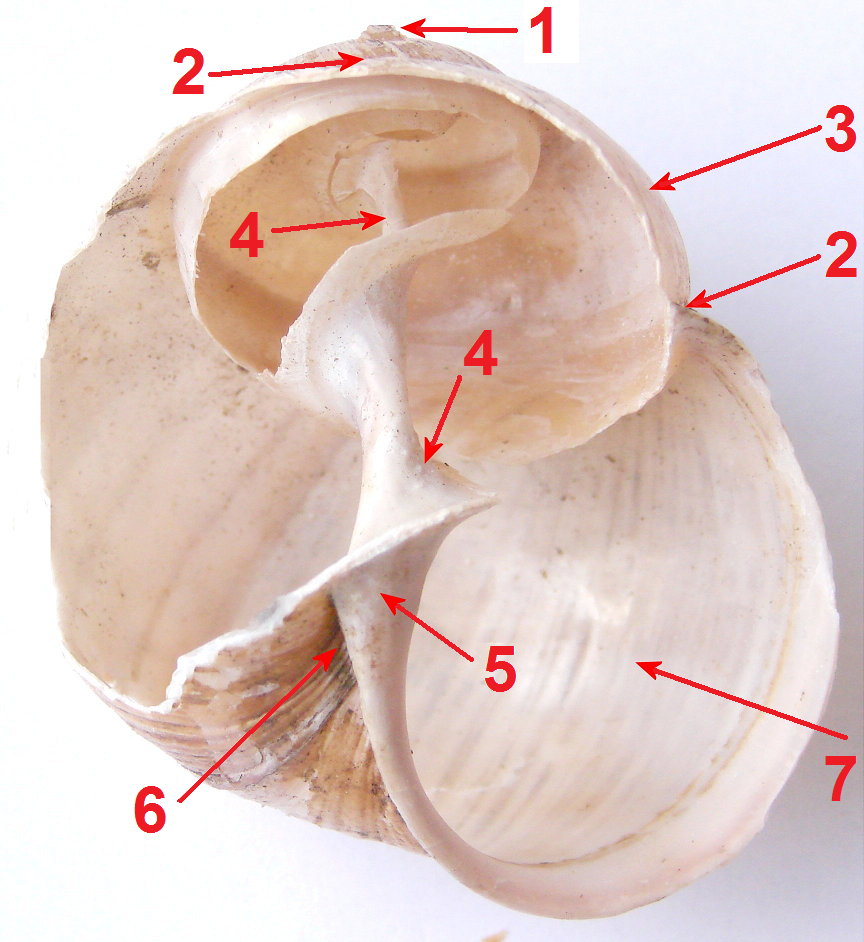
Schelpkenmerken

Het huisje is bruin van kleur met drie tot vijf lichtere lengtestrepen die de windingen volgen. Het huisje wordt ongeveer 32 tot 50 millimeter breed en 30 tot 50 mm hoog. De grootte en kleuren onderscheiden de wijngaardslak van veel gelijkende soorten.
De bovenzijde van het slakkenhuis wordt de top of apex genoemd (1). De top is vaak gladder van structuur van de rest van de schelp. De top bestaat uit de eerste winding, in totaal heeft het slakkenhuis vier tot vijf windingen (3), die steeds gescheiden worden door een sutuur of naad (2). De windingen zijn bijna altijd rechtsgewonden bij de wijngaardslak. De enkele keer dat het linksgewonden is, is een gril van de natuur, dat niet genetisch bepaald is.
Het slakkenhuis ontleent zijn stevigheid door een in het midden van het huis geplaatste columella of spil (4), die van boven naar beneden loopt. Bij de schelprand is een verdikking aanwezig die callus of eelt wordt genoemd (5). Dit is een voortzetting van de gladde binnenwand van een slakkenhuis. Het huis heeft een umbilicus of navel (6), dit is een holte aan de overzijde van de top. De navel wordt deels verborgen door de aanwezigheid van de callus, of soms zelfs volledig aan het oog onttrokken. De schelpopening ten slotte wordt de apertura (7) genoemd en is relatief groot, de rand is glad en niet voorzien van tanden.
Als het huisje beschadigd raakt (bijvoorbeeld door val of aanval) is de slak in staat het te herstellen door calciumcarbonaat af te zetten aan de binnenzijde van het huisje. Het gehele slakkenhuis is voorzien van een dun laagje, het periostracum, dat een beschermende werking heeft. Deze laag verweert naarmate de slak ouder wordt en groeit niet meer aan; bij oudere exemplaren bladdert het laagje af.

### Dierkenmerken

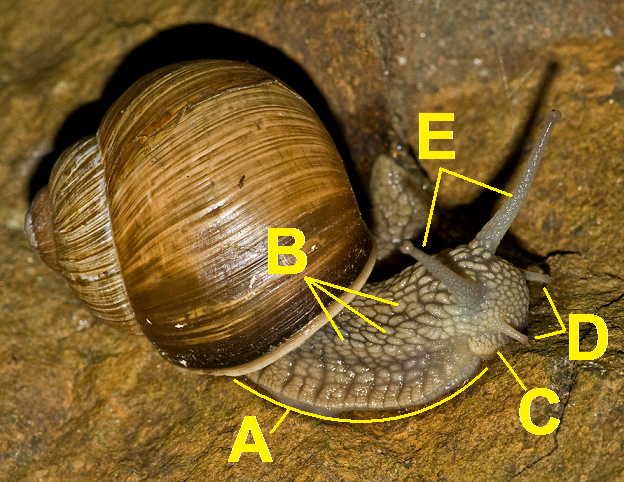
Lichaamskenmerken:

Het lichaam bestaat grofweg uit drie delen: de voet, het lichaam dat zich deels in het huisje bevindt en ten slotte de 'kop', die verschillende aanhangsels draagt. Omdat de overgang van de voorzijde naar de rest van het zichtbare lichaam onduidelijk is wordt het geheel wel met cephalopodium (kopvoet) aangeduid.

#### Het lichaam
Het lichaam van een kruipende slak kan een lengte bereiken van ongeveer 12 centimeter. De wijngaardslak heeft een bleek oranjebruine tot grijze lichaamskleur, de huid bestaat uit een epidermis of opperhuid die altijd vochtig is en hierdoor duidelijk glinstert. De huid bevat verschillende klieren waarvan de kalkklieren en slijmklieren de belangrijkste zijn. Kalkklieren zijn klein en langwerpig en zijn op huiddelen die buiten de schelp gelegen zijn daarnaast veel minder talrijk dan de slijmklieren. De slijmklieren zijn geconcentreerd in grote, wratachtige bulten die zichtbaar zijn als de lichtere vlekjes op de huid van de slak. Onder een microscoop bestaan de lichtere bultjes uit met slijm gevulde concentraties slijmklieren.

##### De huid
Het lichaam van alle landslakken is permanent bedekt met een laagje slijm. Als de slak wordt aangevallen of in aanraking komt met onaangename stoffen wordt door de huid veel slijm afgescheiden. Het slijm wordt ook gebruikt bij de voortbeweging, wat het slijmspoor veroorzaakt. Het slijm van de wijngaardslak is niet giftig. Omdat het slijm moeilijk is te verwijderen van bijvoorbeeld lichaamsbeharing houdt het bepaalde roofdieren op afstand, zie ook onder vijanden.
Het grootste deel van het lichaam is in de schelp gelegen, zoals de ingewanden, de geslachtsorganen en de long. Ze worden beschermd door de mantel ofwel pallium, een dikke laag stevig weefsel. Onder de schelprand is de ademopening of pneumostoma zichtbaar, hierdoor wordt lucht aangezogen en uitgeblazen. De opening wordt in rust afgesloten door een cirkelvormige spier om waterverlies te reduceren. De 'longen' van de slak hebben verschillende met gewervelde dieren vergelijkbare mechanismen, het orgaan bestaat echter uit een enkelvoudige structuur. Als een slak zich terugtrekt in de schelp wordt eerst alle lucht naar buiten geperst om zo meer ruimte in de schelp te maken. De longen van de slak bestaan uit kamvormige lobben die de ctenidia worden genoemd. De zuurstof die uit de atmosfeer wordt onttrokken verplaatst zich via het bloed naar de verschillende organen en weefsels. Het bloed bevat net als andere zuurstoftransporterende vloeistoffen bij dieren een organische component en een anorganische component die de zuurstof bindt. Bij zoogdieren wordt hemoglobine gebruikt, dat ijzer bevat en het bloed permanent rood kleurt. Slakken hebben net als alle weekdieren hemocyanine als zuurstofdrager, waardoor het bloed kleurloos is als het weinig zuurstof bevat. Het anorganische component van hemocyanine is koper waardoor het bloed blauw kleurt als het verzadigd is met zuurstof.
De huid van de slak is een belangrijk zintuiglijk orgaan. In de epidermis zijn talloze zintuigcellen gelegen die verschillende veranderingen in de omgeving waarnemen, zoals wervelingen in de lucht, trillingen in de bodem en veranderingen in luchtvochtigheid en omgevingstemperatuur. Voor een wijngaardslak is het van levensbelang om de temperatuur en vochtigheid te kunnen bepalen, omdat de slak een waterig lichaam heeft dat gemakkelijk uitdroogt bij warm en droog weer. Als het erg koud wordt kan het lichaam bevriezen, daardoor kent de wijngaardslak zowel een winterslaap als een zomerslaap, zie ook onder levenswijze.

##### Geslachtstelsel

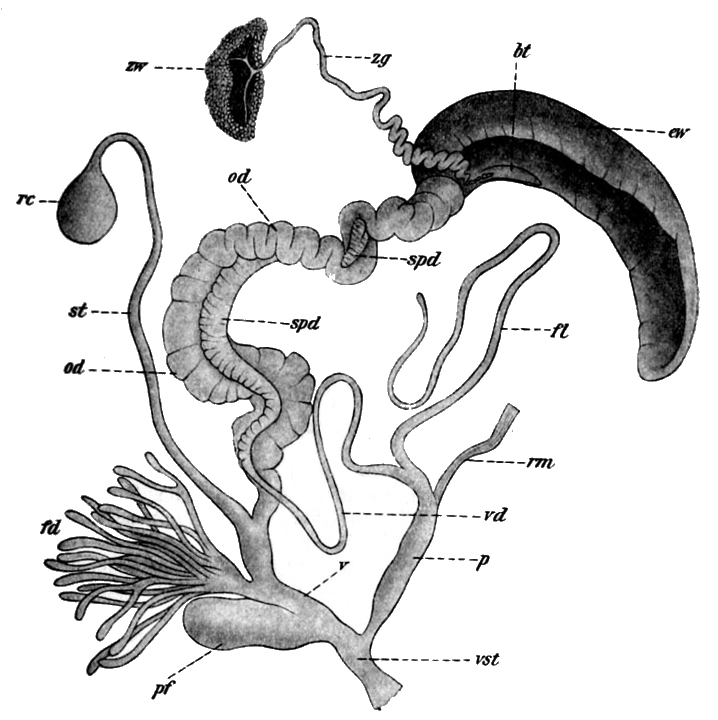
Schets van de geslachtsorganen uit 1912 door Johannes Meisenheimer

Het geslachtstelsel geeft de definitieve doorslag in de identificatie van een wijngaardslak. De wijngaardslak heeft namelijk géén diverticulum, in tegenstelling tot de Segrijnslak en de Turkse slak die er wel een hebben.
De wijngaardslak heeft in het lichaam een soort zak met daarin een verkalkte, pijlachtige structuur die de liefdespijl wordt genoemd. Deze is gelegen in een zakje en wordt tijdens de voortplanting in de partner gestoken om zo hormonen af te geven. De liefdespijl komt voor bij meer soorten slakken, maar de vorm ervan is soortspecifiek. Bij de wijngaardslak is deze kalk-achtige structuur langwerpig van vorm en heeft vier opstaande randen. De voorzijde is puntig en de achterzijde breder en lijkt in doorsnede op een kroon, zodat het geheel doet denken aan een raket. De lengte is ongeveer 7 tot 11 millimeter. De liefdespijl is gelegen in een omhullend weefsel. Er wordt vermoed dat het overbrengen van de uit calciumcarbonaat bestaande pijl ook nog andere doelen dient, zoals het voorzien van de partner van wat extra calcium voor de ontwikkeling van de eitjes. Dit komt de gever van de liefdespijl ten goede, omdat het de kans op levensvatbaar nageslacht vergroot. Als de liefdespijl is afgegeven wordt door het lichaam een nieuwe aangemaakt. Er wordt hierdoor niet altijd een pijl afgegeven omdat de slak soms niet de tijd heeft een nieuwe pijl aan te maken tussen twee paringen. De liefdespijl wordt niet gebruikt voor de verdediging.

#### Voet: motoriek

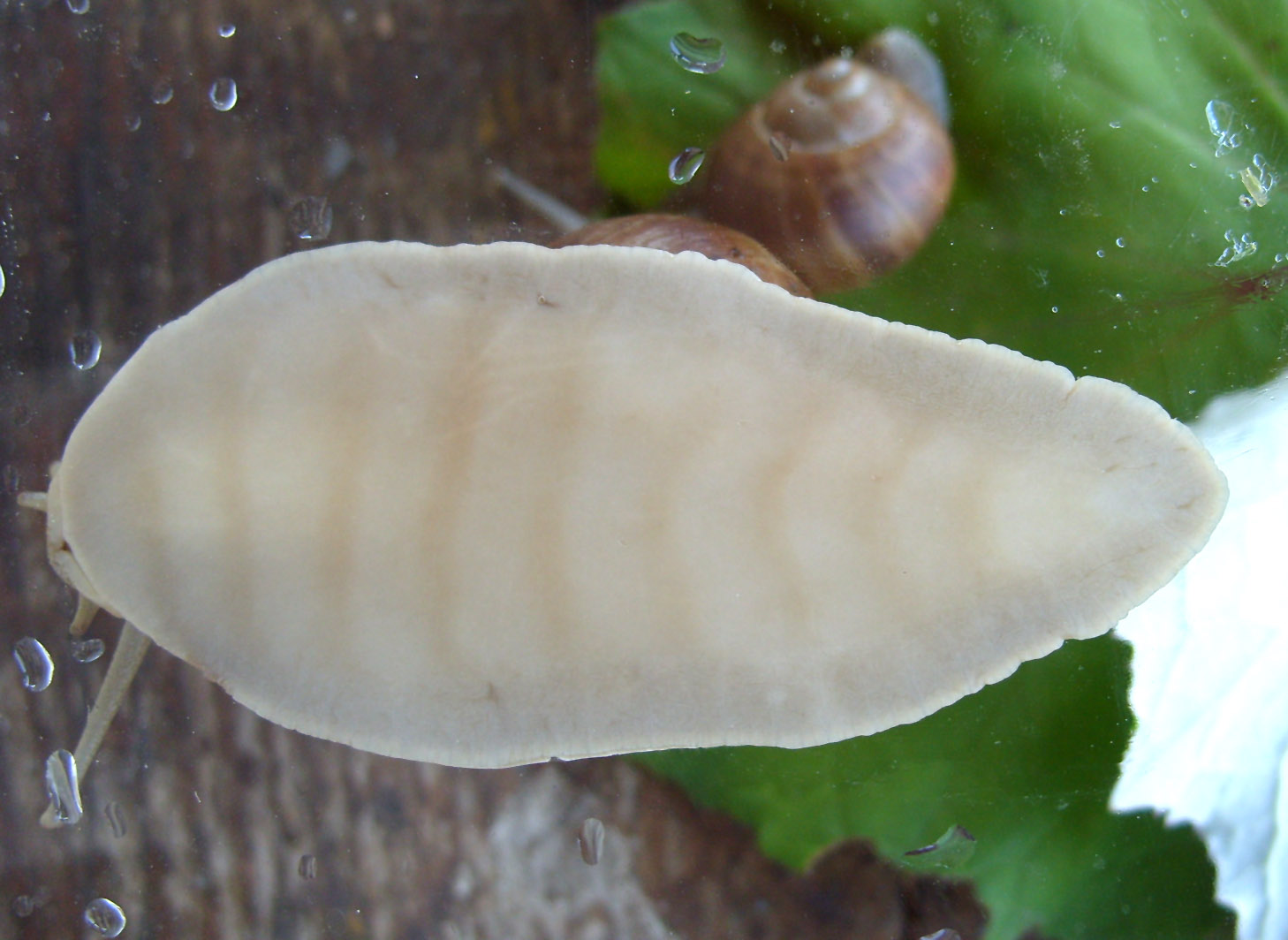
Het lichaam wordt in golven bewogen wat te zien is aan de donkere banden.

De voet van de wijngaardslak is net als bij alle slakken sterk gespierd, met de voet wordt het lichaam voortbewogen. Net als andere slakken wordt slijm gebruikt om wrijving met de ondergrond te reduceren. De voet bestaat uit verschillende spieren, de belangrijkste zijn aan de onderzijde van de voet gelegen en maken trekkende en duwende bewegingen die het lichaam voortstuwen over de slijmlaag. De slak kruipt met een maximale snelheid van 4,8 meter per uur. De manier waarop een wijngaardslak zich voortbeweegt is aan de bovenzijde niet te zien. De slak 'loopt' door de achterzijde van de voet iets verder naar voren te plaatsen en vervolgens de spieren aan de onderzijde de rest van het lichaam in golven steeds iets op te schuiven naar voren. Als de slak op een glasplaat wordt gezet zijn deze bewegingen aan de onderzijde van de plaat zichtbaar als donkere dwarsbanden die zich naar voren verplaatsen.

#### De kop
De wijngaardslak heeft drie paar zintuiglijke uitsteeksels aan de voorzijde waarvan het eerste paar aan de mond is gelegen en niet duidelijk als zodanig is te herkennen. Dit paar bestaat uit flapachtige structuren die voor de mond liggen en dienen om geuren op de bodem waar te nemen en voedsel te proeven. De mondtasters kunnen niet worden teruggetrokken, in tegenstelling tot de andere twee paar. Deze vier langere uitsteeksels worden wel antennes of tasters genoemd en ook de naam voelhorens wordt gebruikt.

##### De mond
De wijngaardslak gebruikt zijn raspende monddelen om laagjes van het voedsel te schaven, deze bestaan uit kleine verhoornde tandjes. Het geheel wordt wel radula genoemd, wat Latijn is voor 'schraper' Het oppervlak van de radula bestaat uit rijen zeer kleine verhoornde tandjes. Deze zijn in regelmatige rijen gerangschikt in lengte rijen van 140 tot 150 tandjes en ongeveer 170 rijen in de breedte, dus 20.000 tot 25.000 tandjes in totaal.

##### Tasters
Het tweede paar is langwerpig van vorm en bevat smaakreceptoren, dit paar is gelegen aan de voorzijde van de kop. Het tweede paar tasters wordt bij de wijngaardslak ongeveer 5 millimeter lang. De tasterwand bevat spieren zodat de tasters kunnen worden ingetrokken bij aanraking. Naast spieren wordt ook gebruikgemaakt van de hydraulica, de inwendige druk van het lichaam wordt verhoogd of verlaagd als de tasters worden uitgestoken respectievelijk ingetrokken. Het intrekken van de antennes gebeurt alleen als ze in aanraking komen met een onaangename substantie, bijvoorbeeld als een antenne wordt aangeraakt door een menselijke vinger. De menselijke huid bevat zouten waar de huid van de slak gevoelig voor is, wat de tasters zich direct doet intrekken. Ook bepaalde planten bevatten aan het oppervlak stoffen die als zeer onaangenaam worden beschouwd. Dit is geen toeval; de plant probeert zich zo te beschermen tegen vraat, zie ook onder vijanden.

##### Ogen
Het derde paar is aan de bovenzijde van de kop gelegen en is het grootst. De tentakels kunnen tot 20 mm lang worden, en dit paar bevat de ogen. Het oog bestaat uit een glazige bol of lens, waarachter de retina is gelegen. Deze laag bevat de cellen die licht opvangen en is daardoor donker gekleurd; de retina is het donkere puntje dat zichtbaar is in de antenne. Het derde paar bevat net als het tweede paar spieren waarmee het kan worden teruggetrokken in het lichaam. Het tasterpaar dat de ogen bevat, eindigt in een duidelijk knop. Als de slak een taster verliest, bijvoorbeeld door predatie, kan deze volledig regenereren.
De ogen van slakken onderscheiden licht van donker maar spelen een onderschikte rol in de zintuiglijke waarneming. De wijngaardslak is net als alle slakken voornamelijk afhankelijk van chemische receptie, ofwel het waarnemen van geurdeeltjes. Zowel het zoeken naar voedsel als het vinden van een partner is een kwestie van het oppikken en volgen van geursporen.

### Onderscheid van andere soorten
De wijngaardslak wordt voornamelijk verward met de segrijnslak (Cornu aspersum). Deze soort blijft echter aanzienlijk kleiner en heeft een donkerder bruine kleur en een meer geprononceerde vlekkentekening van het huisje. Bij jonge exemplaren is dit verschil moeilijker te zien. Het lichaam van de segrijnslak is veel donkerder van kleur tot donkergrijs. De soort Helix lucorum wordt in andere talen wel 'gestreepte wijngaardslak' genoemd en is duidelijk te onderscheiden aan de lichtere strepen die de windingen volgen. De soort Helix lutescens is moeilijker te onderscheiden maar deze slak komt alleen rond de Karpaten voor. Cornu mazzullii is een andere gelijkende soort maar komt alleen voor op het eiland Sicilië.

## Levenswijze

### Voortplanting en ontwikkeling
Weekdieren als slakken kunnen zich maar langzaam verplaatsen, wat een probleem is bij het zoeken naar een partner. Hiertoe hebben slakken zowel mannelijke als vrouwelijke geslachtsorganen, dit wordt wel tweeslachtig of hermafrodiet genoemd. Er zijn geen vrouwtjes en mannetjes en als twee exemplaren elkaar tegenkomen kunnen ze elkaar bevruchten. Naast een dubbel paar geslachtsorganen heeft de wijngaardslak verschillende hulporganen die de bevruchting ondersteunen.

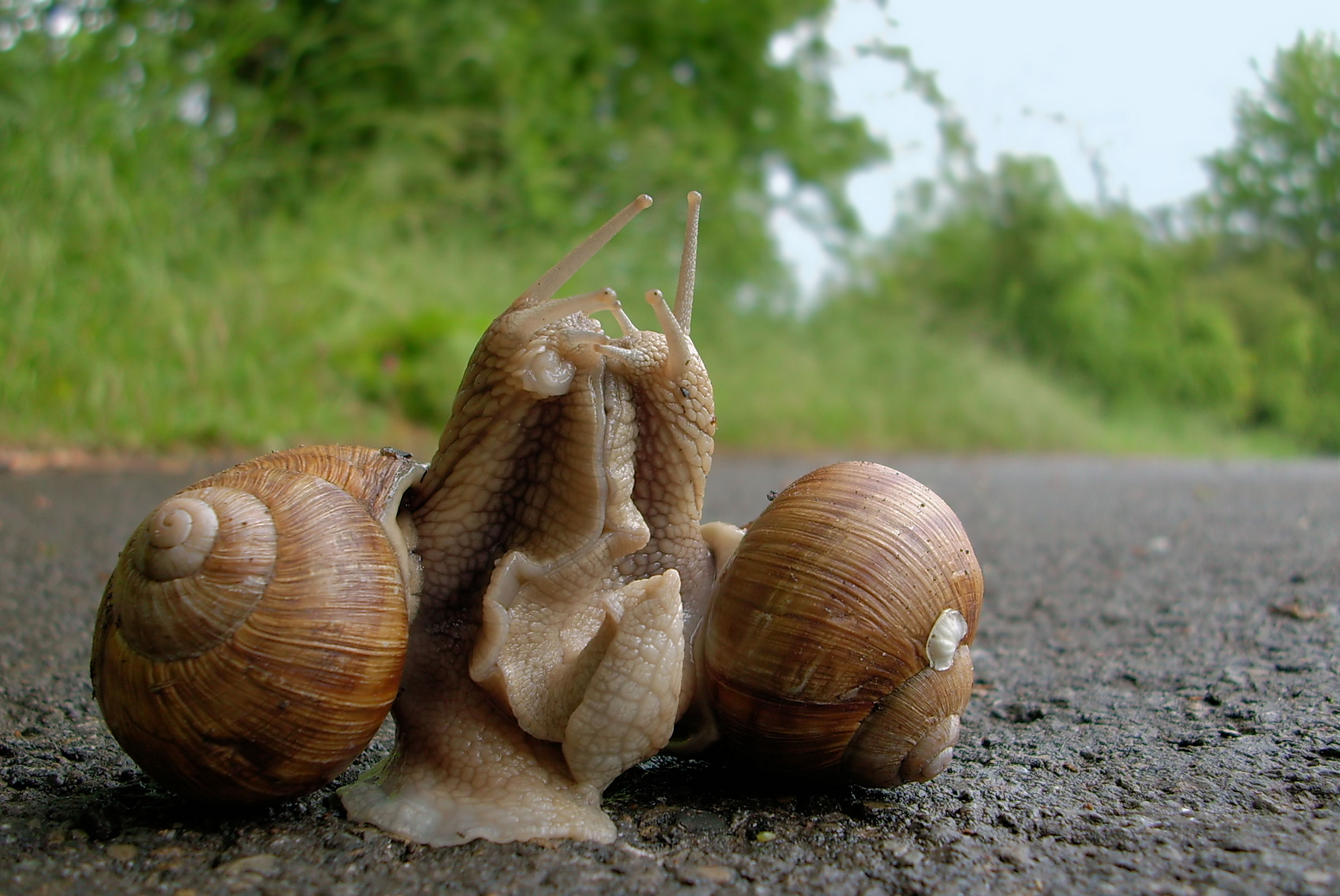
Paring van de wijngaardslak, bij het linkerexemplaar is de penis te zien (bij de kop)

De voortplanting vindt plaats in de lente, als de slakken enige tijd uit hun winterslaap zijn ontwaakt. De voortplantingstijd is van mei tot juli. Tijdens de paring zijn beide dieren actief en brengen ze zaadcellen in het lichaam van de partner. De eigenlijke paring vindt plaats door de penis met de vagina te verbinden, waarna de spermatozoïden in een spermatofoor of spermapakketje worden afgegeven. De paring bestaat uit verschillende stappen, eerst omstrengelen de slakken elkaar waarbij de koppen omhoog worden gehouden en de slakken elkaar met de tentakels aftasten. Vervolgens wordt door de ene slak de liefdespijl in de voet van de andere slak gestoken, hierbij worden hormonen afgegeven waardoor de ontvanger gestimuleerd wordt te paren. De slakken stimuleren elkaar verder door de geslachtsopeningen of gonoporiën tegen elkaar te houden waarna de lichamen tegen elkaar gedraaid worden en de penis van de ene slak in contact komt met de vagina van de partner. Nu wordt een spermatofoor overgebracht, dit kan vier tot zeven minuten duren. Ten slotte wordt de penis teruggetrokken, maar de slakken kunnen nog uren aan elkaar gehecht blijven.
De eitjes van de wijngaardslak zijn wit van kleur en rond van vorm, ze worden beschermd door een dunne kalkschaal. Een ei is ongeveer 6 millimeter in doorsnede en weegt ongeveer 0,1 tot 0,2 gram. Net als andere slakken die het water hebben verlaten bevatten de eieren een relatief grote dooier. De dooier voorziet de embryonale stadia van de slak van voedsel maar is tevens de enige waterbron. Hoewel niet ideaal, kunnen de embryo's het langere tijd uithouden onder drogere omstandigheden.

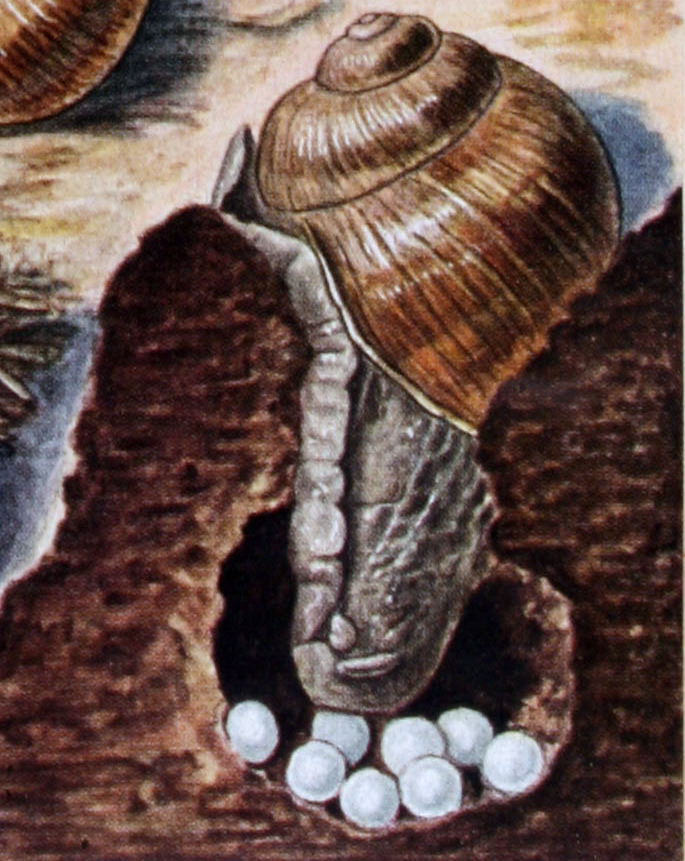
Afzet van de eieren in een flesvormig hol

De eitjes worden in kleine holletjes afgezet die door de slak worden gegraven. Hierbij wordt een fles-vormig hol gemaakt dat in doorsnede een bolvorm heeft maar een nauwe opening heeft aan de bovenzijde. Het afzetten van de eitjes is een langdurige bezigheid; de slak kan er meer dan 20 uur over doen. Nadat een nest gevuld is kruipt de slak eroverheen om de ingang met grond af te plakken.
Het embryo van de wijngaardslak lijkt in het ei op het vrijzwemmende veligerstadium van in zee levende slakken. De eitjes komen afhankelijk van de omgevingstemperatuur en luchtvochtigheid na drie tot vier weken uit. De pasgeboren slakjes blijven minstens een week in het hol waar ze leven van de lege eierschalen. Af en toe wordt ook een ei gegeten waarin zich een embryo bevindt. De kleine slakjes hebben een groot aantal predatoren waardoor de meeste exemplaren binnen korte tijd worden opgegeten, zie ook onder vijanden.
De schelp van de jonge slakken wordt als ze ouder worden steeds dikker en naarmate het huisje groeit is het moeilijker te kraken door predatoren. Exemplaren die al meerdere overwinteringen hebben doorgemaakt hebben al een veel grotere overlevingskans dan de pasgeboren dieren. De groei van de schelp is afhankelijk van de weersomstandigheden: als het aanhoudend ongunstig weer is kan er niet naar voedsel gezocht worden. Ook moet de wijngaardslak over een kalkrijke omgeving beschikken om het huisje volledig te kunnen ontwikkelen. Het gewicht van het huisje van een volwassen exemplaar bedraagt ongeveer een derde van het totale lichaamsgewicht.
De meeste landslakken die in westelijk Europa voorkomen leven slechts enkele jaren, bij de wijngaardslak duurt het echter minstens twee tot vier jaar voordat de jongen volwassen zijn, de levensduur in het wild is ongeveer 5 jaar. Van in gevangenschap gehouden exemplaren is echter bekend dat ze een leeftijd van meer dan tien jaar kunnen bereiken. De leeftijd van een slak kan worden afgelezen aan de dunnere en dikkere banden waaruit het huisje is opgebouwd, dit zijn de 'jaarringen' van de slak. De dunnere banden geven de periode van groeivertraging aan gedurende de winter.

### Winterslaap
De wijngaardslak is meerderjarig en in veel streken kent de slak in de winter een inactieve periode. Deze periode wordt de winterslaap genoemd, in de herfst graaft de slak een geschikt winterkwartier waar beschutting is tegen droogte en vorst. De slak graaft met de voet een holletje in de grond, waarbij het huisje wordt gebruikt om grond te verzetten. Het hol is flesvormig in doorsnede en lijkt op het hol dat gegraven wordt om de eieren af te zetten. De slak overwintert altijd met de opening van het huis naar boven. Om zich tijdens deze periode te beschermen wordt de schelp dichtgemetseld met een hard en structuurloos, kalk-achtig dekseltje. Dit wordt ook wel het winterdekseltje of met een wetenschappelijker term epifragma genoemd. Veel soorten kieuwslakken hebben ook een dergelijke afsluiting van de schelp door middel van een dekseltje, maar bij deze soorten is het permanent aanwezig en wordt indien gewenst in de schelpmond gebracht. Deze structuur wordt het operculum wat veel kieuwslakken hun hele leven gebruiken. Het epifragma speelt niet alleen een tegen vorst isolerende functie maar voorkomt ook dat het huisje uitdroogt. Het epifragma is niet luchtdicht zodat de slak niet wordt afgesloten van zuurstof, het epifragma heeft een enigszins kartonachtige structuur. De wijngaardslak houdt zijn watergehalte normaal gesproken het liefst zo hoog mogelijk om uitdroging te voorkomen, maar tijdens de winterslaap vormt vorst en bevriezing het grootste gevaar. Er wordt dan juist water afgegeven aan de omgeving. Omdat de slak water verliest wordt het gehalte aan opgeloste stoffen in het resterende lichaamsvocht verhoogd. Dit verlaagt het vriespunt van de lichaamssappen en heeft een op antivries gelijkende werking waardoor de slak lagere temperaturen kan overleven. Na de overwintering wordt het epifragma afgeworpen en vaak geheel of gedeeltelijk opgegeten. Het kalk wordt zo gerecycled en opnieuw gebruikt door de slak.
Omdat de wijngaardslak ook in streken leeft waar het aanhoudend warm en droog kan zijn, wordt soms ook een 'zomerslaap' of aestivatie gehouden. Hierbij houdt de slak zich op in zijn huis en wacht tot het vochtiger en koeler wordt.

## Ecologie

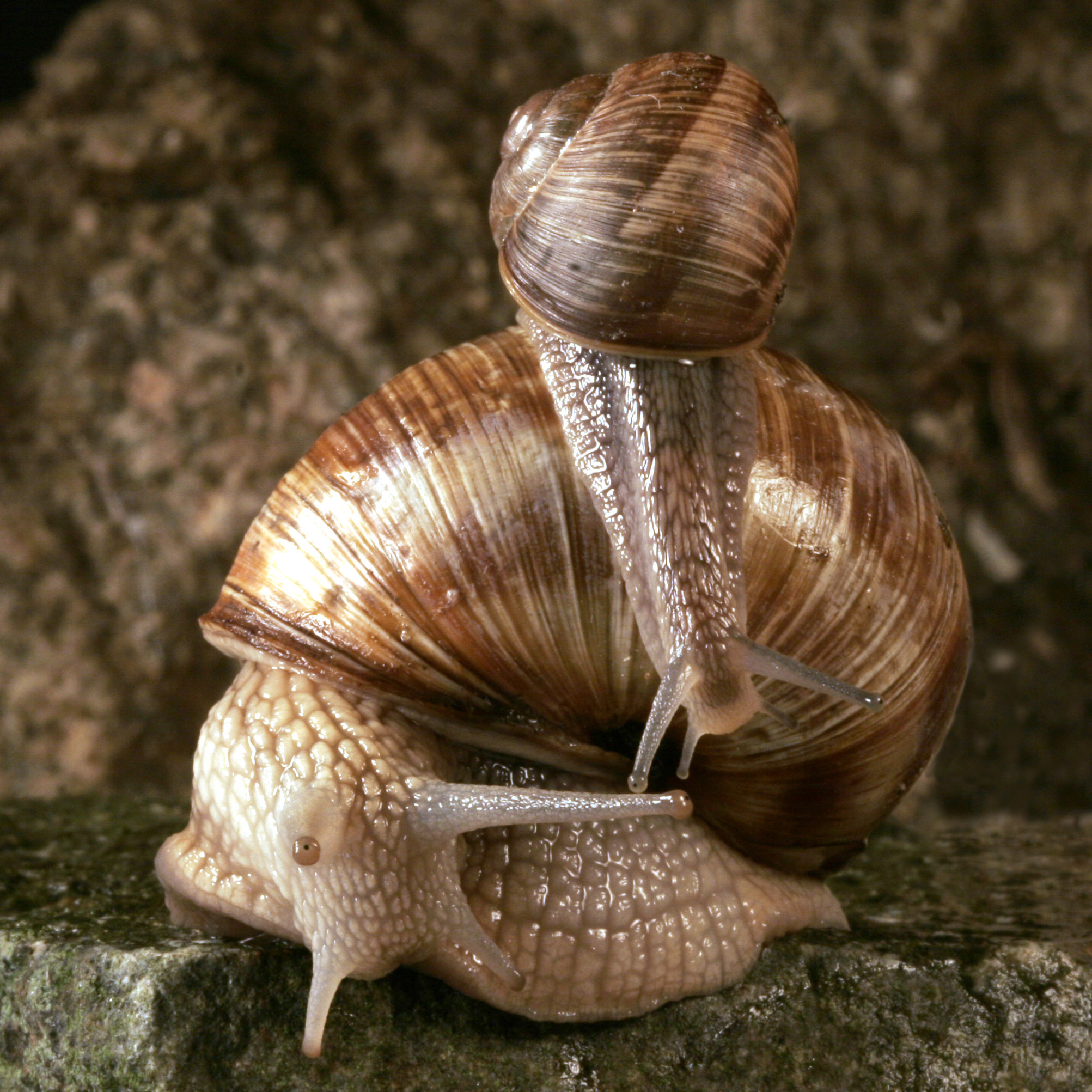
Een jong en een volwassen exemplaar

De wijngaardslak is een bewoner van vochtige streken met een kalkrijke bodem en veel plantengroei. De slak komt in een groot deel van zijn areaal ook voor in betrekkelijk warme streken, maar kan niet tegen direct zonlicht en ook hevige regenbuien worden slecht verdragen.
De habitat bestaat uit loof- en gemengde bos, niet in het dichte woud maar voornamelijk langs bosranden. Ook in door de mens aangepaste landschappen is de soort te vinden, zoals parken, tuinen, wegbermen, graslanden en plantenkwekerijen zoals wijngaarden. In verschillende landgoederen en kasteeltuinen is de soort al eeuwen geleden uitgezet. Om de slak te laten gedijen werd er kalkrijke grond aangebracht, ook verschillende planten uit het zuiden van Europa konden zich hierdoor handhaven. Dergelijke planten worden wel stinsenplanten genoemd en ook de wijngaardslak wordt wel beschouwd als 'stinzensoort'.
De wijngaardslak heeft een voorkeur voor laaggelegen gebieden maar kan worden aangetroffen tot op een hoogte van 1830 meter boven zeeniveau.

### Voedsel
De wijngaardslak is een planteneter die leeft van verschillende kruidachtige planten. Verschillende plantendelen worden gegeten, zoals bladeren, groenten en fruit en ook bloemen. Er wordt voornamelijk 's nachts naar voedsel gezocht, omdat de temperaturen dan lager en vochtigheid hoger zijn. De slak is in staat zijn eigen slijmspoor te volgen en kan zo terugkeren naar een eerder gevonden voedselbron.
Sommige planten hebben afweermechanismen ontwikkeld tegen planteneters als slakken. Voorbeelden zijn fijne haartjes, plantaardige oliën of corrosieve stoffen. Van de smeerwortel (Symphytum) is bekend dat het plantoppervlak als onaangenaam wordt beschouwd door de slak.
Andere planten die een goede defensie kennen zijn onder andere de zeeui (Urginea maritima) en de gevlekte aronskelk (Arum maculatum). Deze soorten bevatten calciumoxalaatkristallen en voor een wijngaardslak is het in aanraking komen met calciumoxalaat een bijzonder onprettige ervaring. Dit is af te lezen aan de hevige kronkelbewegingen die de slak vertoont als een exemplaar op de plant terechtkomt. Bij mensen veroorzaakt calciumoxalaat een sterk branderige sensatie als het in aanraking komt met de slijmvliezen.

### Vijanden

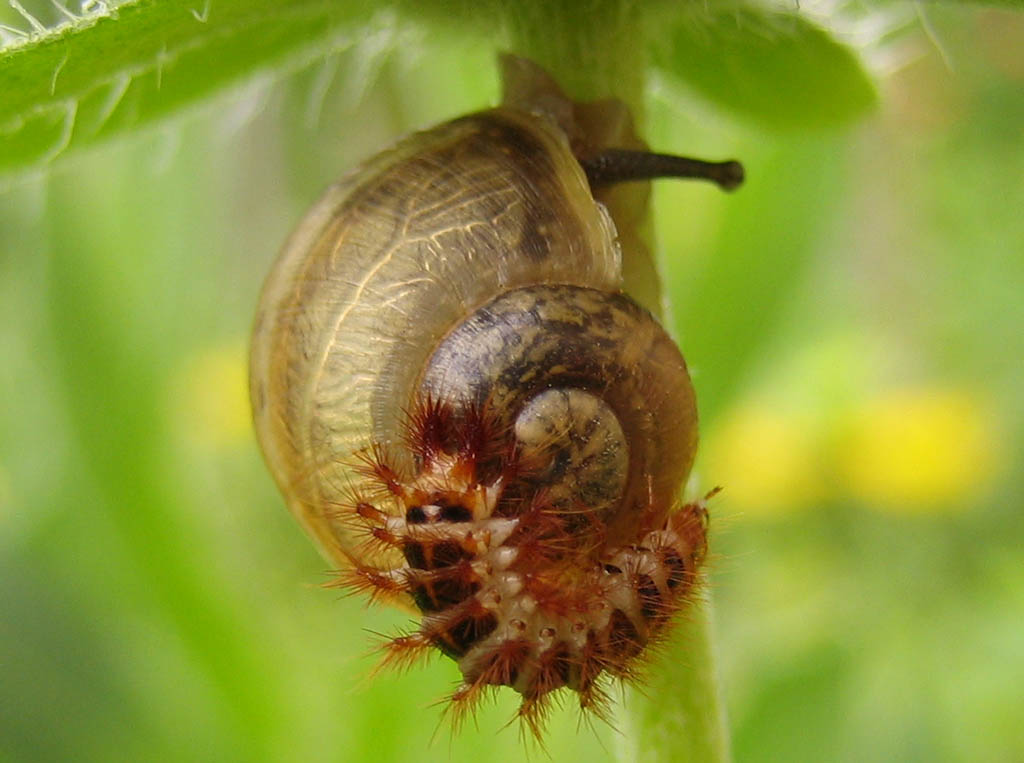
Keverlarve uit het geslacht Drilus op een huisjesslak

De wijngaardslak heeft vele vijanden en van alle eitjes die een vrouwtje produceert zal maar een klein deel uiteindelijk een volwassen slak worden. De predatie van slakken begint al met het ei; veel eitjes worden opgegeten door keverlarven en andere rovende insecten. De jonge slakjes die uit het ei zijn gekropen eten soms de eitjes van andere slakken op. Uit onderzoek blijkt dat de jonge wijngaardslakjes zelfs een voorkeur hebben voor eieren van de eigen soort.
Jonge wijngaardslakken zijn klein en hebben nog een dunne en tere schelp wat ze veel kwetsbaarder maakt dan volwassen exemplaren. De jonge slakken leven dicht bij de bodem en worden gegeten door een breed scala aan dieren zoals kikkers, mieren, muizen, duizendpoten en insecten zoals de veenmol (Gryllotalpa gryllotalpa) en een aantal loopkevers en hun larven. Vooral deze laatsten zijn een zeer belangrijke vijand omdat een aantal soorten zich in slakken heeft gespecialiseerd. Voorbeelden van loopkevers die de wijngaardslak belagen zijn de gouden loopkever (Carabus auratus), de grote poppenrover (Calosoma sycophanta) en de lederloopkever (Carabus coriaceus). Daarnaast jagen verschillende aaskevers zoals de slakkenaaskever (Phosphuga atrata) en de slakkenvreters uit het geslacht Drilus op huisjesslakken, in het bijzonder de keverlarven. Insectenetende zoogdieren zoals de mol (Talpa europaea) en de egel (Erinaceus europaeus) kunnen de huisjes kraken en vogels zijn in staat de schelp stuk te slaan. Voorbeelden van slakkenetende vogels zijn diverse soorten kraaien, sommige eenden en een aantal hoenders en spreeuwen.
Grotere wijngaardslakken zijn door het harde en dikke huis moeilijk te kraken en hebben iets minder vijanden. Ze worden door verschillende dieren geparasiteerd, zoals de zweepdiertjes Trypanoplasma helicis en Cryptobia helicis. Deze bloedparasieten komen ook in andere slakken voor. De parasieten houden zich op in de zaadblaas en de ingewanden van de slak, en verspreiden zich van slak naar slak gedurende de copulatie. Parasieten zijn met name gevaarlijk als de wijngaardslak in hoge dichtheden voorkomt. Ziekteverwekkers als nematoden, platwormen en schimmels kunnen in dichtbevolkte populaties een ware slachting aanrichten.
De wijngaardslak gebruikt tijdens rust zijn huis als bescherming door het tegen een oppervlak te lijmen waardoor de schelp moeilijk is los te maken. Als de slak actief is en wordt belaagd, trekt het gehele lichaam zich terug in de schelp. De huid heeft een slijmerig oppervlak en kan extra slijm produceren middels slijmklieren. Dit dient ter verdediging tegen kleine roofinsecten als mieren, maar andere roofinsecten zoals keverlarven trekken zich niets van het slijm aan. Het afscheiden van slijm is de enige actieve verdediging tegen vijanden, aangezien wijngaardslakken gedurende korte rustperiodes geen dekseltje of operculum hebben om het huisje mee af te sluiten. Het slijm van de wijngaardslak is niet giftig en heeft ook geen nare smaak of geur. Vanwege de kleverigheid van het slijm worden slakken door veel roofdieren met rust gelaten.

## Relatie tot de mens

### Consumptie
Van oudsher wordt de wijngaardslak door de mens gegeten. De eerste (doelbewuste) import in noordwestelijk Europa vond waarschijnlijk al door de Romeinen plaats.
In de Middeleeuwen werd de wijngaardslak vooral door monniken op grote schaal gekweekt, aangezien slakken werden toegestaan als voedsel tijdens de vastentijd: Consumptie van vlees of vis is gedurende de vastentijd verboden maar slakken worden niet uitgesloten door de spijsvoorschriften en het vlees mag vrijelijk worden gegeten. In de laatste drie eeuwen werden landgoederen vaak met exotische planten en bomen beplant en waarschijnlijk werd met deze planten ook de wijngaardslak onopzettelijk geïntroduceerd. In veel landen is de slak ook bij kloosters en landerijen bewust uitgezet.
Het vlees van de wijngaardslak wordt meer gewaardeerd dan dat van de kleinere segrijnslak, maar toch wordt deze laatste soort op veel grotere schaal gekweekt: de wijngaardslak staat bekend als een in gevangenschap moeilijk te kweken soort in vergelijking met de kleinere segrijnslak.

### Geneeskunde
Helix pomatia Agglutinine, ofwel HpA, is een verbinding die geïsoleerd wordt uit het lichaamsvocht van de wijngaardslak. Deze agglutinine wordt gebruikt in oncologisch onderzoek naar de uitzaaiing van kanker. Agglutinine wordt onder andere gebruikt bij het opsporen van zich verspreidende kwaadaardige cellen bij borst-, slokdarm-, maag-, prostaat- en darmkanker.

### Bedreiging en bescherming
De wijngaardslak komt in delen van het verspreidingsgebied niet meer zo algemeen voor als vroeger en is in andere delen bedreigd als gevolg van het rapen van exemplaren voor de handel. In Frankrijk, waar de grootste vraag is naar de wijngaardslak, wordt jaarlijks 40.000 ton aan slakken geïmporteerd. Veel slakken die worden opgediend als Helix pomatia zijn in werkelijkheid andere soorten zoals Helix lucorum uit de Balkan.
Naast het verzamelen voor de handel heeft de wijngaardslak net als andere slakken last van menselijke activiteiten. Voorbeelden zijn het strooien van verdelgingsmiddelen en het platbranden van vegetatie.
Ook in België en Nederland is de soort zeldzaam, in Nederland wordt deze soort beschermd door de Flora- en faunawet en binnen Europa valt de wijngaardslak onder de Europese Habitatrichtlijn bijlage 5; de slak mag niet worden verzameld. Dat betekent dat ook (lege) huisjes niet mogen worden geraapt.